# Alpliturm
Alpliturm är en bergstopp i Schweiz. Den ligger i distriktet Interlaken-Oberhasli och kantonen Bern, i den centrala delen av landet, 80 km sydost om huvudstaden Bern. Toppen på Alpliturm är 3 041 meter över havet.